# Língua senzar
Senzar é a suposta língua em que teriam sido escritas as Estâncias de Dzyan. É referenciada em múltiplas obras de Helena Blavatsky.

## História
Em "A Doutrina Secreta":
Esse livro [Dzyan]  [...] foi escrito em senzar, a língua secreta dos sacerdotes, consoante as palavras dos Seres Divinos que o ditaram aos Filhos da Luz, na Ásia Central, quando se iniciava a nossa Quinta Raça: naqueles tempos o senzar era conhecido dos Iniciados de todas as nações, e os antepassados dos Toltecas o entendiam tão bem como os habitantes da perdida Atlântida; estes últimos o herdaram, por sua vez, dos sábios da Terceira Raça, os Mânushis, que o aprenderam diretamente dos Devas da Segunda e da Primeira Raça.
No mesmo livro a autora reconhece que a língua é desconhecida pelos filólogos:
O LIVRO DE DZYAN é completamente ignorado dos nossos filólogos, ou pelo menos jamais ouviram falar dele sob aquele nome. Eis, sem dúvida, um grave obstáculo para todos os que seguem os métodos de investigação prescritos pela ciência oficial. Para os estudantes de Ocultismo, porém, e para todo verdadeiro Ocultista, isso não terá maior importância.
Em Ísis sem Véu, da mesma autora identifica a língua senzar como um Sânscrito antigo.

## Críticas
O historiador Ronald H. Fritze comenta que:
[Blavatsky] afirmou ter recebido suas informações durante transes nos quais os Mestres de Mahatmas do Tibete se comunicaram com ela e permitiram que ela lesse o antigo Livro de Dzyan. O Livro de Dzyan foi supostamente composto na Atlântida usando a língua perdida senzar, mas a dificuldade é que nenhum estudioso de línguas antigas na década de 1880 ou desde então encontrou a menor referência passageira ao Livro de Dzyan ou à língua senzar.
Também não foi confirmada a existência da Atlântida.